# Mykhailo Mudryk
Mykhailo Petrovych Mudryk (em ucraniano, Михайло Петрович Мудрик; Krasnohrad, 5 de janeiro de 2001) é um futebolista ucraniano que atua como ponta-esquerda. Atualmente está no Chelsea. Mudryk está atualmente suspenso provisoriamente do futebol por suposto doping.

## Biografia
Mudryk nasceu e foi criado em Krasnohrad, Ucrânia, filho de pais ucranianos.
Mudryk é um cristão ortodoxo e frequentemente carrega ícones religiosos para as partidas. ”Em muitas entrevistas, ele falou abertamente sobre como a fé é vital para ele. Ele gostaria de falar com todos sobre Deus, mas muitas vezes se detém para respeitar as convicções de fé dos outros. Ele disse: "Todas as minhas tatuagens têm um significado, mas 'Só Jesus' é a maior e mais importante".
Mudryk estreou-se pela seleção ucraniana em 2022, tendo anteriormente representado o país em vários escalões juvenis.

## Carreira

### Início
Mudryk começou a carreira no futebol na equipe da base do Metalist. Em 2014, mudou para o Dnipro e permaneceu na equipe até 2016, quando alcançou a base do Shakhtar Donetsk. No mesmo ano, foi convocado pela primeira vez para integrar a seleção da Ucrânia sub-16.

### Shakhtar Donetsk
Estreou na equipe principal comandado por Paulo Fonseca quando tinha 17 anos, em uma partida da Copa da Ucrânia contra o Olimpik Donetsk em 31 de outubro de 2018.
Porém demorou para se tornar titular por não ouvir o que o treinador dizia. "O comportamento dele para mim não foi muito bom para um jovem", disse Taras Stepanenko, capitão do Shakhtar. Para que mudasse de atitude e retornasse ao time ucraniano mais determinado e focado, o jogador foi emprestado ao Arsenal Kiev em 2019.

#### Empréstimos ao Arsenal Kiev e Desna Chernihiv
Em fevereiro de 2019, ele foi emprestado ao Arsenal Kiev, da Premier League ucraniana, pelo restante da temporada 2018–19, jogando 10 partidas sem marcar nenhum gol.
No verão de 2020, ele assinou um contrato de empréstimo com o Desna Chernihiv, clube da Premier League ucraniana, e se classificou para a terceira pré-eliminatória da Liga Europa da UEFA. Ele ficou 4 meses em Chernigov e jogou 10 partidas na Premier League ucraniana e uma vez na Copa da Ucrânia.

### Retorno ao Shakhtar Donetsk
Antes do empréstimo ao Desna, Mudryk jogou na Premier League ucraniana contra Desna Chernihiv, Kolos Kovalivka e Oleksandriya, dando a contribuição para ganhar o título na temporada 2019–20.
Em 8 de janeiro de 2021, Mudryk voltou ao Shakhtar, jogando 3 partidas pela Premier League ucraniana.
O técnico do Shakhtar, Roberto De Zerbi, disse que considera Mudryk um dos melhores atletas jovens, acrescentando que "Se eu não levá-lo a um alto nível, considerarei uma derrota pessoal".
Em 18 de setembro de 2021, ele marcou seu primeiro gol em uma partida da liga contra o Mariupol no Estádio Volodymyr Boyko.
Em 28 de setembro de 2021, ele jogou sua primeira partida da Liga dos Campeões da UEFA contra a Internazionale, substituindo Manor Solomon aos 78 minutos no Estádio Olímpico de Kiev, em Kiev.
Em 27 de outubro de 2021, ele jogou contra o Chornomorets Odesa e seu time avançou para as quartas de final da Copa da Ucrânia.
Após inúmeras boas atuações pelo Shakhtar, Mudryk atraiu a atenção de vários clubes europeus, incluindo Sevilla e Arsenal.
Em 6 de setembro de 2022, ele marcou seu primeiro gol na Liga dos Campeões na vitória por 4 a 1 fora de casa sobre o RB Leipzig.
Em 2022, no jogo contra o Real Madrid, o jovem atacante ucraniano foi ovacionado no próprio Estádio Santiago Bernabéu pela torcida merengue, uma honra que divide com lendas como Ronaldinho Gaúcho, Alessandro Del Piero e Francesco Totti, Mudryk recebeu aplausos por seus dribles e jogadas criativas.

### Chelsea
Em 15 de janeiro de 2023, Mudryk foi anunciado pelo Chelsea, clube da Premier League, após assinar um contrato de oito anos e meio. O clube do oeste de Londres deu um chapéu em seu rival local Arsenal, que tentava contratar o futebolista há meses, e superou os Gunners em uma operação rápida que durou poucos dias.
Em sua apresentação, Mudryk disse: "Estou muito feliz por assinar com o Chelsea. Este é um grande clube, num campeonato fantástico e é um projeto muito atrativo para mim nesta fase da minha carreira. Estou animado para conhecer meus novos companheiros de equipe e estou ansioso para trabalhar e aprender com Graham Potter e sua equipe".
O valor divulgado foi de £ 62 milhões (€ 70 milhões), com bônus de £ 27 milhões (€ 30 milhões), totalizando £ 89 milhões (€ 100 milhões). Este foi o maior valor pago em transferência recebida pelo Shakhtar e pelo Campeonato Ucraniano de Futebol, superando o recorde anterior de Fred, e fez dele o jogador de futebol ucraniano mais caro da história.
Estreou pela equipe londrina contra o Liverpool, em 21 de janeiro de 2023, entrando aos 10 minutos da etapa final, mudando a forma de jogar dos Blues, que vinham tendo bastante dificuldade de criação. Registrou neste jogo, de acordo com dados da Opta Sports, a velocidade máxima mais elevada até ao momento nesta época, com 36,63 km/h, superando Anthony Gordon, Darwin Núñez e Erling Haaland.
Sua primeira partida como titular foi contra o Fulham, no empate em 0-0 em 4 de fevereiro. Foi substituído no intervalo por Noni Madueke devido ao cansaço causado por uma constipação.
Jogou sua primeira partida pelos Blues na Liga dos Campeões na derrota para o Borussia Dortmund, em Dortmund, pelo primeiro jogo das oitavas de final.
Em 21 de outubro, ele marcou seu primeiro gol em Stamford Bridge com um chute de longa distância no empate de 2 a 2 contra o Arsenal. Durante a partida da EFL Cup contra o Newcastle em 19 de dezembro de 2023, Mudryk marcou o empate nos acréscimos para ajudar seu time a empatar em 1 a 1, que o Chelsea venceria nos pênaltis.
O Chelsea e o Mudryk foram campeões da Conferência League na temporada 2024/2025. Mudryk jogou 6 jogos e teve 7 participações em gols (3 gols e 4 assistências). Mudryk jogou apenas os playoffs da Conferência League e alguns jogos da fase de grupos (mas isso já faz ele campeão da competição), após isso foi suspenso do futebol.
No dia 5 de junho de 2025, sua camisa número 10 foi dada a Cole Palmer, o que significa que Mudryk não tem mais um número de equipe designado no Chelsea.

## Seleção Nacional

### Base
De 2017 a 2018, ele jogou pela Seleção Ucraniana de Futebol Sub-17. De 2018 a 2019, jogou pela Seleção Ucraniana de Futebol Sub-19, atuando em 11 partidas e marcando 5 gols. Em 2019, integrou a seleção nacional sub-21 da Ucrânia, onde disputou 9 jogos e marcou 1 gol. Em 7 de setembro de 2021, ele marcou o gol da vitória na cobrança de falta contra a Armênia sub-21.

### Principal
Em abril de 2022, ele foi convocado para a Seleção Ucraniana de Futebol no campo de treinamento em abril-maio de 2022 na Eslovênia pela primeira vez.
Em 11 de maio de 2022, ele fez sua estreia no amistoso contra o Borussia Mönchengladbach marcando seu primeiro gol no Borussia-Park em Mönchengladbach, durante o Global Tour for Peace.
Em 17 de outubro de 2023, Mudryk marcou seu primeiro gol pela Seleção principal nas eliminatórias da UEFA Euro 2024 por 3 a 1 contra Malta.
Em 26 de março de 2024, ele marcou o gol da vitória por 2 a 1 sobre a Islândia na final do play-off de qualificação para enviar a Ucrânia ao torneio oficial.

## Doping
Em 17 de dezembro de 2024, foi relatado que a FA suspendeu provisoriamente Mudryk após testar positivo para doping. Em 18 de junho de 2025, a FA o acusou de violar as regras antidoping, podendo pegar 4 anos de suspensão.

## Estatísticas

### Clubes
Atualizado até 11 de dezembro de 2024.
| Equipe            | Temporada         | Campeonato nacional | Campeonato nacional | Copa nacional | Copa nacional | Copa da Liga | Copa da Liga | Competições continentais | Competições continentais | Outros torneios | Outros torneios | Total | Total |
| Equipe            | Temporada         | Jogos               | Gols                | Jogos         | Gols          | Jogos        | Gols         | Jogos                    | Gols                     | Jogos           | Gols            | Jogos | Gols  |
| ----------------- | ----------------- | ------------------- | ------------------- | ------------- | ------------- | ------------ | ------------ | ------------------------ | ------------------------ | --------------- | --------------- | ----- | ----- |
| Shakhtar Donetsk  | 2018–19           | 0                   | 0                   | 1             | 0             | —            | —            | 0                        | 0                        | 0               | 0               | 1     | 0     |
| Shakhtar Donetsk  | 2019–20           | 3                   | 0                   | 0             | 0             | —            | —            | 0                        | 0                        | 0               | 0               | 3     | 0     |
| Shakhtar Donetsk  | 2020–21           | 3                   | 0                   | 0             | 0             | —            | —            | 0                        | 0                        | 0               | 0               | 3     | 0     |
| Shakhtar Donetsk  | 2021–22           | 11                  | 2                   | 1             | 0             | —            | —            | 7                        | 0                        | 0               | 0               | 19    | 2     |
| Shakhtar Donetsk  | 2022–23           | 12                  | 7                   | 0             | 0             | —            | —            | 6                        | 3                        | 0               | 0               | 18    | 10    |
| Shakhtar Donetsk  | Total             | 29                  | 9                   | 2             | 0             | —            | —            | 13                       | 3                        | 0               | 0               | 44    | 12    |
| Arsenal Kiev      | 2018–19           | 10                  | 0                   | 0             | 0             | —            | —            | —                        | —                        | —               | —               | 10    | 0     |
| Desna Chernihiv   | 2020–21           | 10                  | 0                   | 1             | 0             | —            | —            | —                        | —                        | —               | —               | 11    | 0     |
| Chelsea           | 2022–23           | 15                  | 0                   | —             | —             | —            | —            | 2                        | 0                        | —               | —               | 17    | 0     |
| Chelsea           | 2023–24           | 31                  | 5                   | 5             | 1             | 5            | 1            | —                        | —                        | —               | —               | 41    | 7     |
| Chelsea           | 2024–25           | 7                   | 0                   | 0             | 0             | 2            | 0            | 6                        | 3                        | —               | —               | 15    | 3     |
| Chelsea           | Total             | 53                  | 5                   | 5             | 1             | 7            | 1            | 8                        | 3                        | —               | —               | 73    | 10    |
| Total da Carreira | Total da Carreira | 102                 | 14                  | 8             | 1             | 7            | 1            | 21                       | 5                        | 0               | 0               | 138   | 22    |

### Seleção Ucraniana
Atualizado até 11 de dezembro de 2024.[carece de fontes?]
| Ano   | Jogos | Gols |
| ----- | ----- | ---- |
| 2022  | 8     | 0    |
| 2023  | 8     | 1    |
| 2024  | 12    | 2    |
| Total | 28    | 3    |

| No. | Data                  | Local                               | Oponente | Placar | Resultado | Competição                           |
| --- | --------------------- | ----------------------------------- | -------- | ------ | --------- | ------------------------------------ |
| 1   | 17 de outubro de 2023 | Estádio Nacional, Ta' Qali, Malta   | Malta    | 3–1    | 3–1       | Qualificações para a UEFA Euro 2024  |
| 2   | 26 de março de 2024   | Estádio Wrocław, Breslávia, Polônia | Islândia | 2–1    | 2–1       | Qualificações para a UEFA Euro 2024  |
| 2   | 11 de outubro de 2024 | Estádio Poznań, Posnânia, Polônia   | Geórgia  | 1–0    | 1–0       | Liga das Nações da UEFA B de 2024–25 |

## Títulos

### Equipes
Shakhtar Donetsk
- Primeira Liga Ucraniana: 2019–20
- Copa da Ucrânia: 2018–19
- Supercopa da Ucrânia: 2021

Chelsea
- Liga Conferência da UEFA: 2024–25[41]

### Prêmios individuais
- Jogador do ano do Shakhtar Donetsk: 2021[42], 2022[43]
- Futebolista Ucraniano do Ano: 2022[44]